# Passage des Écoliers
Le passage des Écoliers est une rue du 15e arrondissement de Paris.

## Situation et accès
Elle débute 75, rue Violet et se termine 3 bis, passage des Entrepreneurs.

## Origine du nom

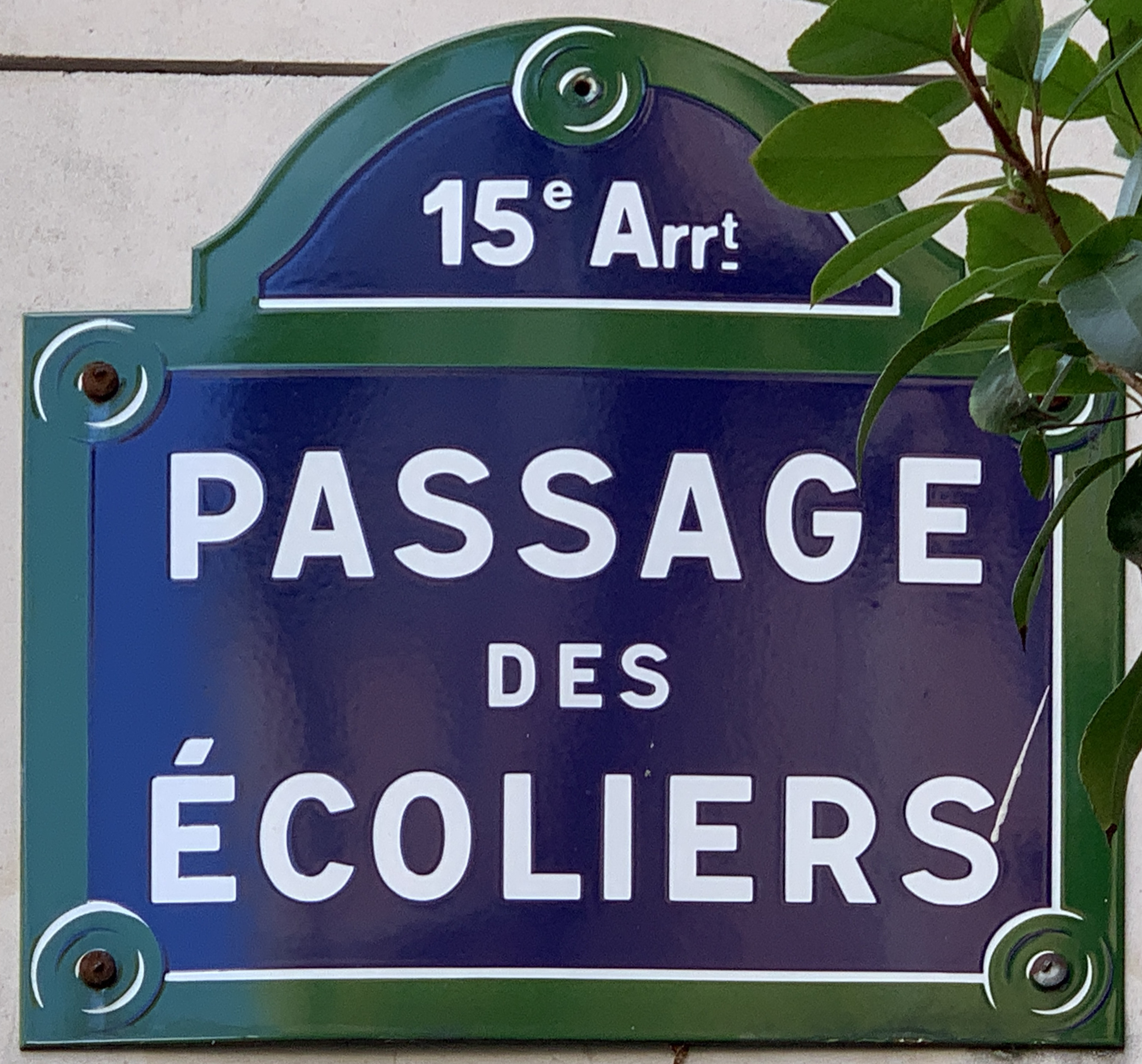
Plaque du passage.

Appelée ainsi à cause des écoles auxquelles elle conduisait.

## Historique
Cette voie privée est ouverte en 1846 par la société Montrelay qui lui donne le nom de « passage Montrelay » avant de devenir « passage des Écoles » puis « passage des Écoliers » par un arrêté en date du 1er février 1877.